# Курісоо
Ку́рісоо (ест. Kurisoo küla) — село в Естонії, у волості Ярва повіту Ярвамаа.

## Населення
Чисельність населення на 31 грудня 2011 року становила 86 осіб.

## Географія
Через населений пункт проходить автошлях 39 (Тарту — Йиґева — Аравете).

## Історія
До 21 жовтня 2017 року село входило до складу волості Амбла.

## Пам'ятки природи
На південь від села лежить природний заповідник Курісоо (Kurisoo LKA).